# Ōkuma Shigenobu
Ōkuma Shigenobu (16 de fevereiro de 1838 — 10 de janeiro de 1922) foi um estadista japonês. Ocupou o cargo de primeiro-ministro do Japão de 30 de junho de 1898 até 8 de novembro de 1898. Ele foi o primeiro premiê do país não originário dos antigos domínios feudais de Chōshū e Satsuma, e o primeiro líder de um partido a aceder a esse posto.
Em 1915, foi ministro das Relações Exteriores, sucedendo Kato Takaaki.